# Adrian Timmis
Adrian Timmis (* 20. Juni 1964 in Stoke-on-Trent oder in Sheffield) ist ein ehemaliger britischer Radrennfahrer.

## Sportliche Laufbahn
Timmis war Straßenradsportler und war auch im Bahnradsport aktiv. Er war Teilnehmer der Olympischen Sommerspiele 1984 in Los Angeles. Er bestritt mit Steve Bent, Paul Curran und Mark Noble die Mannschaftsverfolgung. Der britische Bahnvierer kam auf den 12. Rang.
Timmis wurde 1986 Berufsfahrer im Radsportteam ANC-Halfords, in dem Malcolm Elliott Kapitän war und blieb bis 1995 als Radprofi aktiv. 1987 gewann er eine Etappe im Grand Prix Midi Libre. 1986 wurde er 5. in der Tour of Ireland und Vize-Meister im Straßenrennen hinter Mark Bell. Die Tour of Wales 1989 beendete auf dem 2. Platz.
In der Tour de France 1987 kam er auf den 70. Rang der Gesamtwertung.